# Klaas Heufer-Umlauf

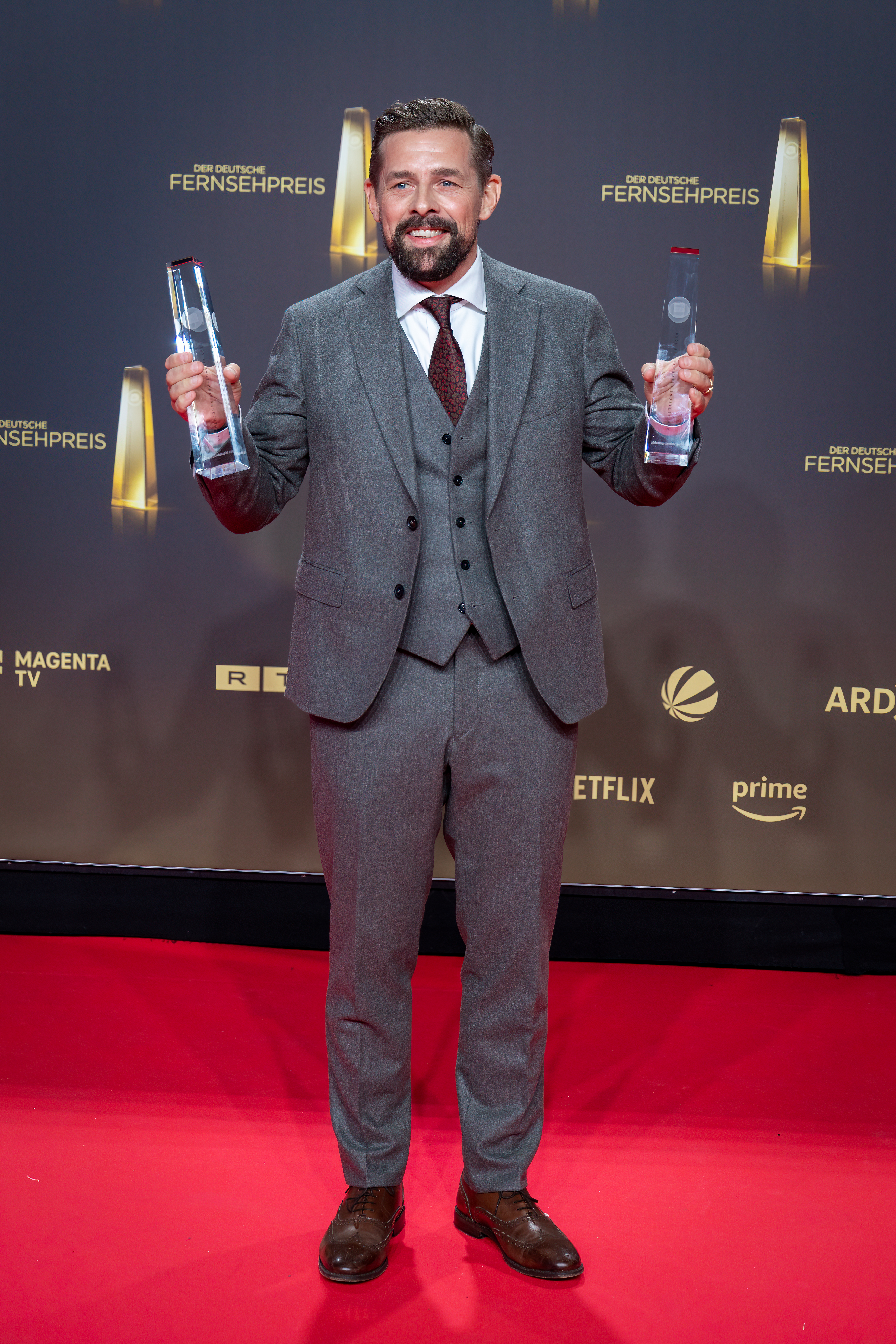
Klaas Heufer-Umlauf beim Deutschen Fernsehpreis 2024

Klaas Heufer-Umlauf (* 22. September 1983 in Oldenburg) ist ein deutscher Fernsehmoderator, Schauspieler, Sänger, Entertainer, Fernsehproduzent und Unternehmer. Er wurde hauptsächlich bekannt als Teil des Duos Joko und Klaas. Heufer-Umlauf ist außerdem Mitgründer der Band Gloria.

## Leben

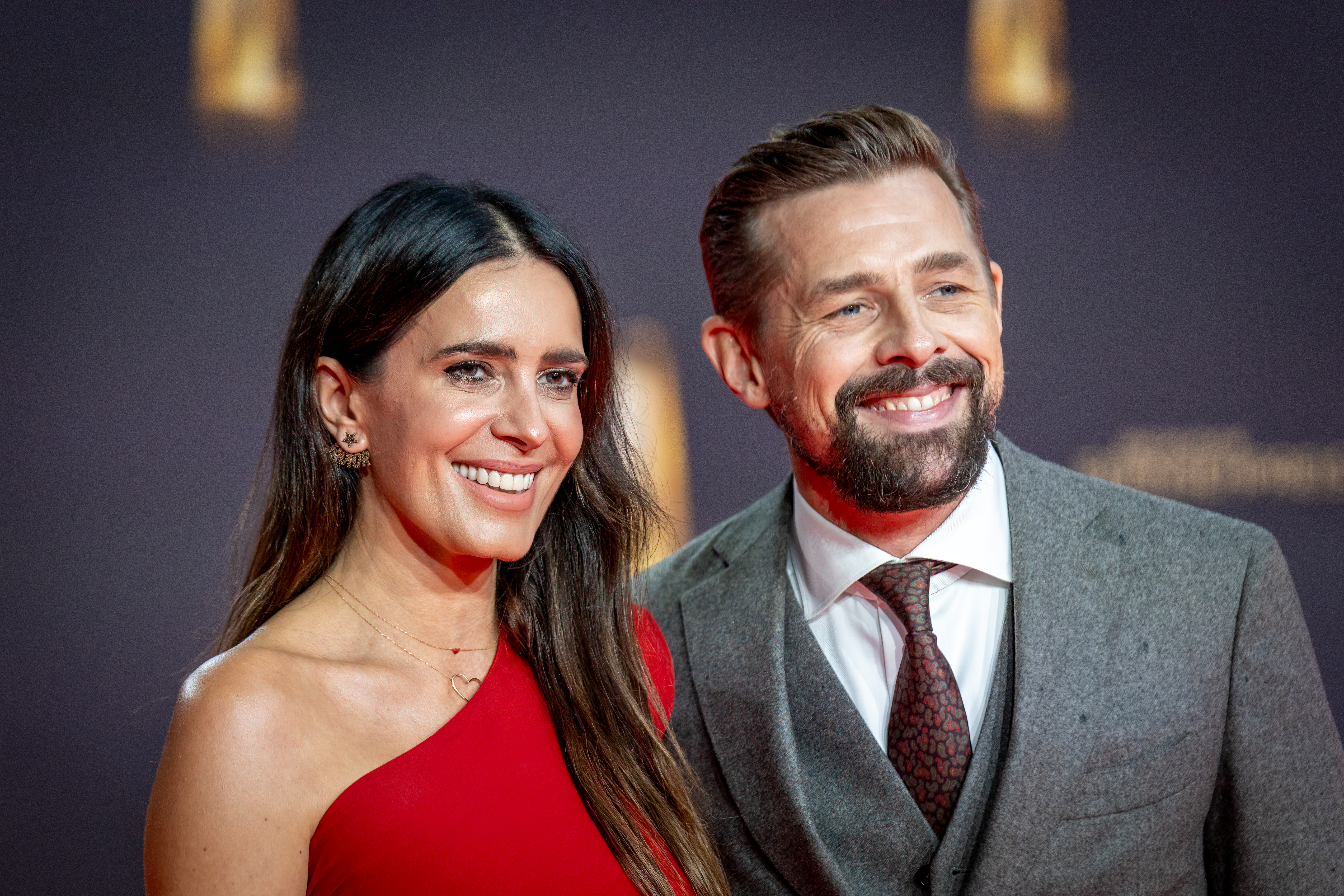
Klaas Heufer-Umlauf mit Lebensgefährtin Doris Golpashin (2024)

Klaas Heufer-Umlauf besuchte die Realschule Hochheider Weg im niedersächsischen Oldenburg, ist gelernter Friseur und arbeitete vor seiner Fernsehkarriere unter anderem als Maskenbildner in Weimar. Er absolvierte seinen Zivildienst in der geriatrischen Abteilung eines Krankenhauses in Köln. Nach eigener Aussage ist er zu einem Viertel polnischer Abstammung. Als er 23 Jahre alt war, starb sein Vater, wie er in seinem Podcast erzählt hat.
Seine ersten Bühnenerfahrungen hatte er als Jugendlicher bei der Theatergruppe Kurlandtheater, später spielte er am Oldenburgischen Staatstheater in mehreren Stücken mit.
Heufer-Umlauf ist mit der österreichischen Moderatorin Doris Golpashin liiert. Das Paar hat zwei 2013 und 2018 geborene Söhne.

## Karriere

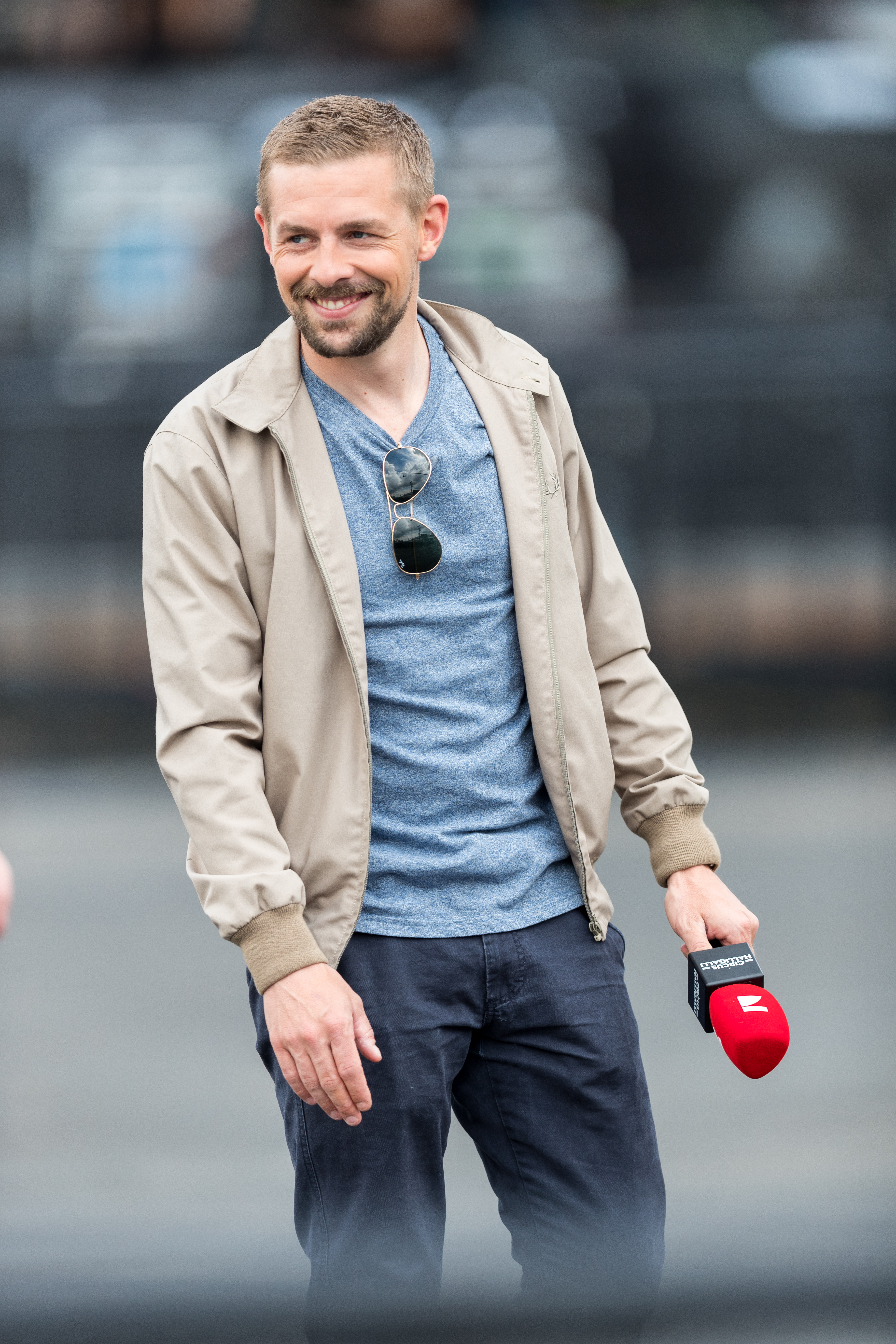
Klaas Heufer-Umlauf bei Rock am Ring 2017

Heufer-Umlauf war ab 2005 bei VIVA als Moderator tätig. Dort moderierte er die Sendungen VIVA Live!, die Retro Charts und Klaas’ Wochenshow. In der zweiten Staffel der RTL-Comedyserie Alle lieben Jimmy hatte er in zwei Episoden eine kleine Gastrolle. 2007 hatte Heufer-Umlauf einen Gastauftritt in dem Musikvideo And No Matches der Band Scooter. Im Hörfunkprogramm Bremen Vier spricht er wöchentlich eine Radio-Kolumne.
Im Mai 2009 war Heufer-Umlauf Jurymitglied in einer Ausgabe der Talentshow Mascerade – Deutschland verbiegt sich, dem deutschen Pendant der japanischen Show Masquerade. Im Juni 2009 wechselte er vom Musiksender VIVA zu MTV, wo er bis März 2011 an der Seite von Joachim „Joko“ Winterscheidt die Show MTV Home moderierte.
Ebenfalls ab Juni 2009 übernahm Heufer-Umlauf die Moderation der Sendung superspots – die besten Clips im Umlauf auf ProSieben, die bereits im Juli 2009 wieder abgesetzt wurde. Am 9. November 2009 moderierte er zusammen mit Thomas Gottschalk und Guido Knopp die ZDF-Übertragung der Feierlichkeiten zum 20. Jahrestag des Mauerfalls.
Er nahm auch schon mehrmals am großen TV total Turmspringen teil – zuletzt am 28. November 2009, wo er gemeinsam mit dem Sänger Ben antrat. 2010 nahm er zusammen mit Joko Winterscheidt an der Wok-WM von TV total teil.
Im Oktober 2010 band sich Heufer-Umlauf zusammen mit Winterscheidt für zwei Jahre an das Fernsehproduktionsunternehmen Endemol, das unter anderem auch deren gemeinsame ProSieben-Show 17 Meter produziert. Die erste Ausgabe der Show wurde am 11. Juni 2011 auf ProSieben ausgestrahlt. Im Rahmen dieses Vertrags wurde ab November 2010 auch die Show Ahnungslos ausgestrahlt. In dieser Show wurden Passanten in verschiedenen Situationen angesprochen und in Fragen verwickelt. Dies wurde mit versteckter Kamera gefilmt. Jede richtig beantwortete Frage wurde mit 50 € oder einem Sachpreis belohnt. Die Sendung wurde von der Bundeszentrale für politische Bildung unterstützt.
Mit Jan Böhmermann war Heufer-Umlauf 2011 mit der satirischen Improkabarettshow Zwei alte Hasen erzählen von früher in Deutschland auf Tour. Ebenfalls 2011 moderierte er jeden zweiten Sonntag zusammen mit Böhmermann die gleichnamige Radioshow auf radioeins. Zwischen 2011 und 2013 moderierte er zusammen mit Joko Winterscheidt den inoffiziellen Nachfolger der Sendung MTV Home namens neoParadise bei ZDFneo. Die Sendung Joko & Klaas: Die Rechnung geht auf uns! bei ProSieben wurde nach nur einer Folge eingestellt.
ProSieben zeigte am 13. Oktober 2011 die Mockumentary Finding Brave, in der sich Heufer-Umlauf in einer fiktiven Handlung auf die Suche nach dem Sänger Dick Brave begibt.
Ende 2011 gründeten Klaas Heufer-Umlauf und Joko Winterscheidt zusammen mit Endemol das gemeinsame Produktionsunternehmen Florida TV. In diesem Joint Venture, das zu 51 Prozent Endemol und zu 49 Prozent Joko und Klaas gehörte, werden alle Formate von ihnen produziert. Seit 2019 ist Florida TV (Anfang 2019 kurz Black Flamingo) eine eigenständige Produktionsgesellschaft von Heufer-Umlauf und Winterscheidt, sowie den Produzenten und Geschäftsführern Arne Kreutzfeldt und Thomas Schmitt.
In dem am 15. Dezember 2011 erschienenen Kinofilm Rubbeldiekatz von Detlev Buck hatte Heufer-Umlauf einen Cameo-Auftritt.
Barbara Scheel, der Witwe des Altbundespräsidenten Walter Scheel, warfen Heufer-Umlauf und die Moderatorin Will in der Sendung Anne Will vom 28. März 2012 zum Thema „Albtraum Pflege – bleibt weiter alles an den Angehörigen hängen?“ wegen ihrer Äußerung zur Hautfarbe von Pflegern älterer Heimbewohner einen rassistischen Unterton vor.
Heufer-Umlauf und Winterscheidt produzieren und moderieren seit dem Sommer 2012 die Spielshow Joko gegen Klaas – Das Duell um die Welt für ProSieben. In dieser Show reisen Joko und Klaas um die Welt und erfüllen unterschiedliche Aufgaben.
Er gewann 2012 zusammen mit Winterscheidt den Deutschen Fernsehpreis in der Kategorie Besondere Unterhaltung. Am 26. Oktober 2012 wurden Heufer-Umlauf und Winterscheidt in der komischen Oper in Berlin der GQ „Männer des Jahres“-Award in der Kategorie „Fernsehen“ verliehen, zudem hielt Heufer-Umlauf an diesem Abend eine Laudatio für den Preisträger Martin Schulz in der Kategorie „Politik“.
Zusammen mit Jan Böhmermann nahm Heufer-Umlauf das Hörspiel Förderschulklassenfahrt auf, welches 2014 mit dem Titel Förderschulklassenfahrt 2 – Fünf Feinde und der Proletenhund fortgesetzt wurde.
Im Jahr 2013 stieg Heufer-Umlauf in die Film- und Musikbranche ein: Ab dem 15. August 2013 war der Moderator in der Komödie Großstadtklein zu sehen. Zudem gab er via Twitter bekannt, dass er mit Mark Tavassol, dem ehemaligen Bassisten der Gruppe Wir sind Helden, eine Band Gloria gegründet habe. Gloria hat mehrere Alben veröffentlicht.
Am 27. März 2014 wurde ihm gemeinsam mit Winterscheidt für Circus HalliGalli der Echo verliehen. Im April 2014 erhielt er zusammen mit Winterscheidt den Grimme-Preis für Circus HalliGalli.
Am 24. Mai 2014 moderierte er den Webvideopreis 2014 mit Joko Winterscheidt. Die Preisverleihung wurde live auf YouTube übertragen.

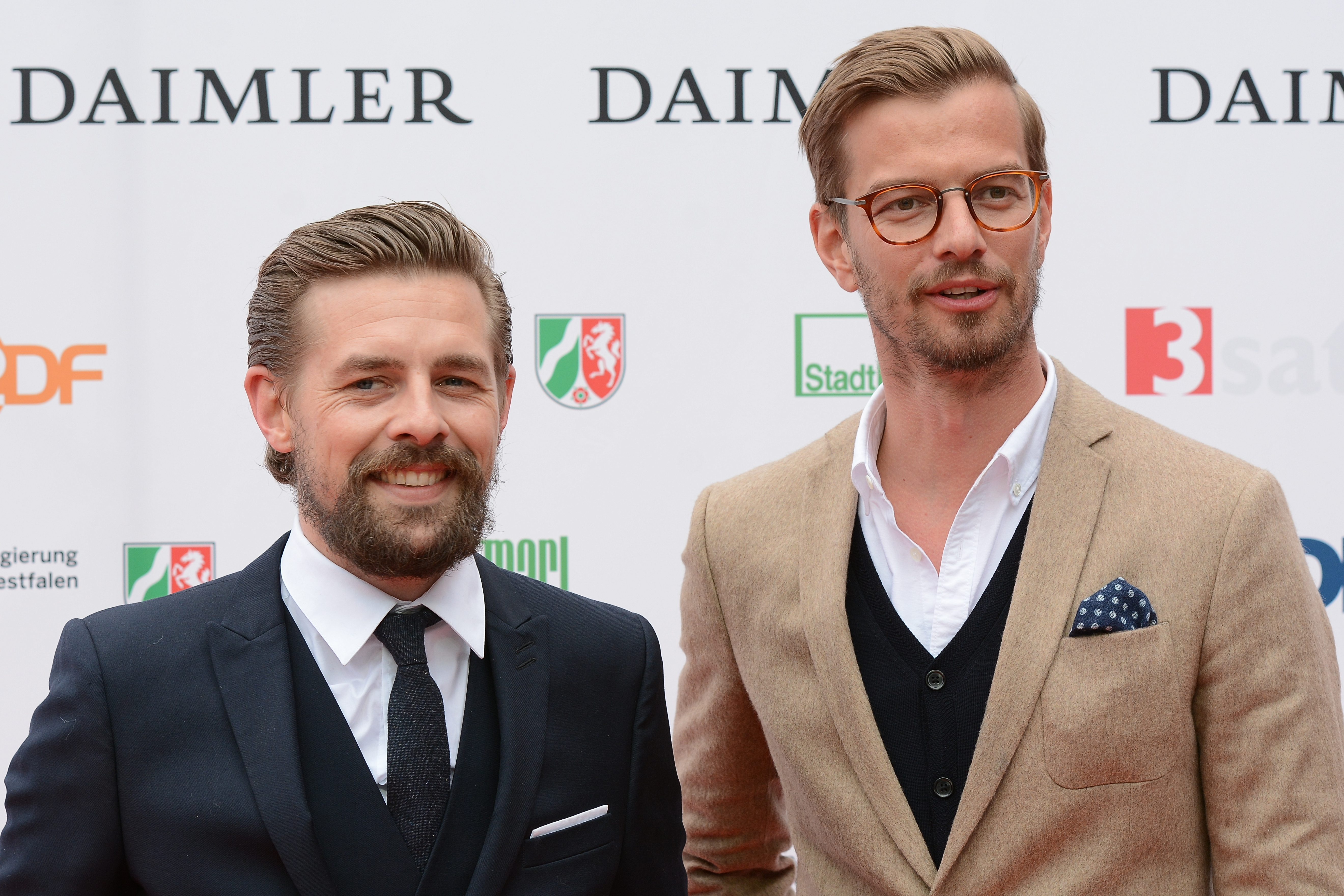
Heufer-Umlauf und Winterscheidt (2018)

Anfang 2018 verlängerte Heufer-Umlauf gemeinsam mit seinem Kollegen Winterscheidt den Vertrag bei ProSieben. In Zukunft sollen gemeinsame Sendungen der beiden fortgesetzt werden. Ebenso gab der Sender aber auch bekannt, dass Heufer-Umlauf seine eigene Late-Night-Show namens Late Night Berlin moderieren wird. Seit dem 12. März 2018 lief die Show regelmäßig am Montagabend gegen 23:10 Uhr. Am 23. September 2019 startete die vierte Staffel, die Sendungen wurden ohne Schnitt (uncut) aufgezeichnet und auch so ausgestrahlt. Davon wurde seit Beginn der fünften Staffel, die am 24. Februar 2020 startete, wieder abgesehen. Am 25. März 2025 sendete ProSieben die letzte Episode von Late Night Berlin.
Außerdem moderiert er seit November 2019 den Podcast Baywatch Berlin mit Jakob Lundt (seinem Sidekick bei Late Night Berlin) und Thomas Schmitt (Geschäftsführer von Florida Entertainment).

## Gesellschaftliches Engagement
Klaas Heufer-Umlauf engagiert sich gemeinsam mit Joko Winterscheidt für das Lesen- und Schreibenlernen im Rahmen der Kampagne „iCHANCE“, die vom Bundesverband Alphabetisierung und Grundbildung durchgeführt wird.
Der Entertainer engagiert sich seit vielen Jahren aktiv im Kampf gegen Leukämie. Im Rahmen der bundesweiten Aktion der DKMS Deutsche Knochenmarkspenderdatei „Projekt zwei Millionen Helden gesucht! Dreh den DKMS-Spot fürs Leben!“ war Heufer-Umlauf als Jurymitglied aktiv. Des Weiteren übernahm er die Moderation der DKMS-Jugendpressekonferenz und ist selbst als Stammzellspender registriert.
Gleichzeitig versucht er auch im Verein Junge Helden Leben. Weitergeben seit Jahren das Vertrauen der Menschen in Organspenden wiederherzustellen; er ging mit diesem Thema unter anderem in Talkshows wie Roche & Böhmermann.
Der Moderator ist außerdem Mitglied beim Verein Freunde fürs Leben und arbeitet dort als „prominenter Freund fürs Leben“ daran, das oft verschwiegene Thema Depression öffentlicher zu machen und mit Klischees aufzuräumen. Für diesen Verein nahm er auch an verschiedenen Aktionen teil; so übernahm er zum Beispiel einen Kurzgeschichten-Wettbewerb.
Zur Europawahl 2014 unterstützte er die SPD und ihren Spitzenkandidaten Martin Schulz. Bereits zur Bundestagswahl 2013 hatte er die SPD und ihren Kanzlerkandidaten Peer Steinbrück, der auch bei Circus HalliGalli zu Gast war, unterstützt.
Am 26. August 2015 luden Klaas Heufer-Umlauf und Joko Winterscheidt auf dem zu ihrer Sendung Circus HalliGalli gehörenden YouTube-Kanal ein Video hoch, in dem sich beide Moderatoren mit klaren Worten gegen rechtes Gedankengut und Fremdenfeindlichkeit gegenüber Flüchtlingen stellten und alle, die sich an rassistischen Übergriffen beteiligen, unter anderem als „erbärmliche Trottel“ und „peinliche Minderheit“ bezeichneten. Das Video erreichte innerhalb weniger Tage über 4,5 Millionen Aufrufe.
Heufer-Umlauf unterstützte das Projekt „#Civilfleet“, bei dem Geld für das Chartern eines Bootes zur Seenotrettung im Mittelmeer gesammelt wurde. Bei der von ihm organisierten Spendensammlung wurden knapp 300.000 Euro eingenommen. Verantwortlich für dieses Projekt ist Erik Marquardt. Das Geld wurde überwiegend für eine mehrmonatige Charterung der Golfo Azzurro sowie deren Umbau und Registrierung genutzt. Zu einem Einsatz des Schiffes kam es nicht.
Im Mai 2019 überließen Heufer-Umlauf und Winterscheidt die nach ihrem Sieg in der Show Joko & Klaas gegen ProSieben vom Sender zur freien Verfügung gestellten 15 Minuten zur Hauptsendezeit um 20:15 Uhr der Seenotrettungskapitänin Pia Klemp, dem Berliner Obdachlosenhelfer Dieter Puhl und der Aktivistin gegen Rechtsextremismus Birgit Lohmeyer.
Anlässlich der Verhaftung der deutschen Seenotrettungskapitänin Carola Rackete in Italien im Juni 2019 rief Heufer-Umlauf zusammen mit dem Moderator Jan Böhmermann zu Spenden an Sea-Watch und Rackete auf. Bis zum 1. August 2019 wurden mehr als eine Million Euro gespendet.
Im Mai 2020 machten Heufer-Umlauf und Winterscheidt nach ihrem Sieg in der Show Joko & Klaas gegen ProSieben in den vom Sender zur freien Verfügung gestellten 15 Minuten um 20:15 Uhr in der von Sophie Passmann moderierten Sendung Männerwelten auf die sexuelle Belästigung von Frauen aufmerksam. Im September 2020 nutzten sie ihre Sendezeit, die sie erneut gewonnen hatten, um die Zustände im Flüchtlingslager Moria sowie in den Tagen nach dem Großbrand, wie z. B. den Tränengaseinsatz der griechischen Polizei dort, zu zeigen. Im März 2021 nutzte das Duo seine gewonnene Sendezeit, um auf den Pflegenotstand sowie untragbare Zustände in Krankenhäusern und Intensivstationen während der COVID-19-Pandemie aufmerksam zu machen. Diese Sendung mit dem Titel Pflege ist #NichtSelbstverständlich lief nicht wie sonst üblich 15 Minuten, sondern über sieben Stunden ohne Werbeunterbrechungen. Im Oktober 2022 verkündete das Duo im Rahmen der gewonnenen Sendezeit, dass es seine Instagram-Konten mit insgesamt fast zwei Millionen Followern den iranischen Aktivistinnen Sarah Ramani und Azam Jangravi „für immer“ zur Verfügung stellen werde, um den Protesten im Iran mehr Aufmerksamkeit zu verschaffen. Im November 2023 nutzten sie die von ihnen gewonnene Sendezeit für eine „Prosieben-Schatzsuche“, in dessen Rahmen auch auf eine Registrierung für die deutsche Knochenmarkspenderdatei (DKMS), aufmerksam gemacht wurde. Innerhalb von 72 Stunden gab es etwa 38.000 Neuregistrierungen, was einen Rekord darstellte.
Heufer-Umlauf wurde auf Vorschlag der SPD-Landtagsfraktion Niedersachsens für die 17. Bundesversammlung nominiert, an der er allerdings aufgrund einer SARS-CoV-2-Infektion nicht teilnehmen konnte.

## Sonstiges

### Ehrungen

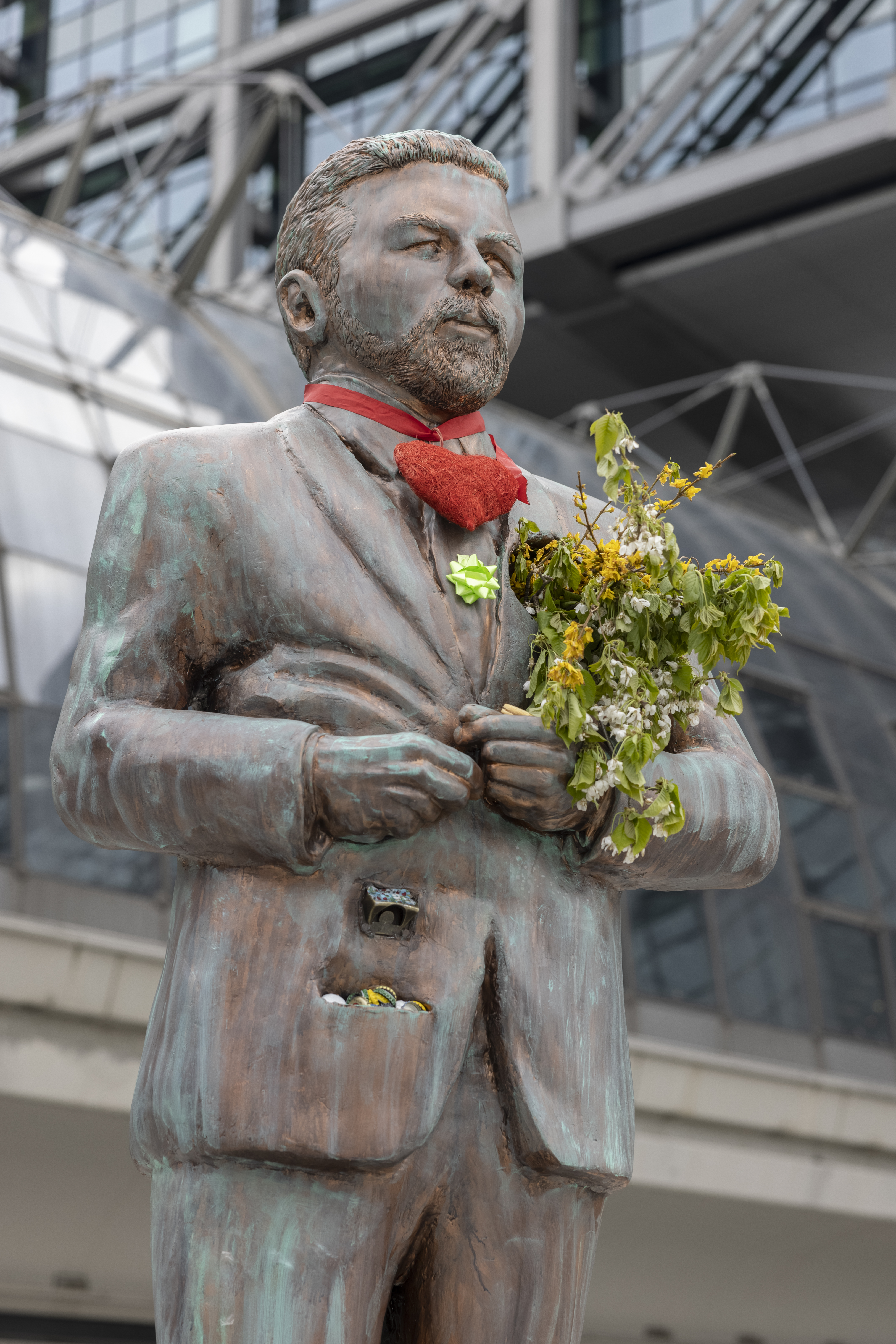
Statue von Klaas Heufer-Umlauf bis Ende September 2021 vor dem Berliner Hauptbahnhof

Am 21. April 2021 nutzte Joko Winterscheidt die im Rahmen der Show Joko & Klaas gegen ProSieben gewonnenen 15 Minuten Sendezeit, um Klaas Heufer-Umlauf zu überraschen. Er ließ am Washingtonplatz vor dem Berliner Hauptbahnhof eine etwa zwei Meter große Statue von Klaas Heufer-Umlauf errichten, mit der er sich unter dem Hashtag #DankeKlaas bei Heufer-Umlauf für die gemeinsame Zeit bedankte. Bei der Enthüllung, die live im Fernsehen übertragen wurde, war auch der Oldenburger Oberbürgermeister Jürgen Krogmann anwesend, der eine Laudatio zu Ehren Heufer-Umlaufs hielt. Die Statue befand sich bis Ende September 2021 am Washingtonplatz und soll im Veranstaltungsgelände Kliemannsland wieder aufgebaut werden.

### Kontroversen
Im März 2020 wurde im Rahmen von Recherchen des Funk-Reportageformats STRG_F bekannt, dass unter anderem für Beiträge in den Sendungen Late Night Berlin und Duell um die Welt, anders als in den Beiträgen dargestellt, „überraschte“ prominente und nicht prominente Protagonisten bereits im Voraus über den Ablauf der Sendung informiert und miteinbezogen werden (Scripted Reality). Später entschuldigte sich Klaas Heufer-Umlauf in der Sendung Late Night Berlin, diese Art von Inszenierungen gehöre zu der Art von Unterhaltung, die Winterscheidt und er produzierten. Der Sender ProSieben teilte in einer Stellungnahme unter anderem mit, dass es kein Geheimnis sei, dass in einzelnen Beiträgen Laiendarsteller eingesetzt würden, wenngleich teilweise „der satirische Ansatz […] deutlicher gemacht hätte werden müssen.“
Heufer-Umlauf wurde im Februar 2020 bei den Wahlen der Journalistinnen und Journalisten des Jahres 2019 des Medium Magazin mit dem dritten Platz in der Kategorie Unterhaltung ausgezeichnet. Infolge der STRG_F-Recherchen sprach sich die Jury des dju-Magazins jedoch mehrheitlich dafür aus, ihm den Preis wieder abzuerkennen. Auch wenn die beiden prämierten Beiträge Entkräfter Pro Max und Obsttaxi nicht von den Vorwürfen betroffen waren, sah die Jury als problematisch an, dass „in einigen Beiträgen Authentizität nur vorgetäuscht und auf die notwendige Transparenz verzichtet“ wurde. Der Preis wolle Glaubwürdigkeit, Authentizität, Aufrichtigkeit und Transparenz gegenüber dem Publikum fördern, weshalb solche „Fakes“ dem Journalismus schaden würden und nicht mit den Prinzipien der Jury vereinbar seien.

## Werke

### Filme / Serien
| Darsteller - 2005: Lauf der Dinge - 2006: Altwarp-Neuwarp (Kurzfilm) - 2006: Im Leben eine Eins - 2007: Familienschaukel (Kurzfilm) - 2008: Die Folgen der Schwangerschaft einer Kampfrichterin (Kurzfilm) - 2008: Für immer - 2010: Come Back Home (Kurzfilm) - 2010: Riss (Kurzfilm) - 2011: Rubbeldiekatz - 2013: Großstadtklein - 2013: Battle of the Year - 2014: Dear Courtney - 2014: Coming In - 2014: Freiland - 2015: Er ist wieder da (Cameo) - 2015: Meier Müller Schmidt - 2017: Sharknado 5: Global Swarming - 2017: Jürgen – Heute wird gelebt - 2019: Die Goldfische - 2023: Checker Tobi und die Reise zu den fliegenden Flüssen | Produktion - 2020: Für immer Sommer 90 - 2021: Kranitz – Bei Trennung Geld zurück - 2022: Das Begräbnis - 2022: Mittagsstunde Serien - 2004: Verbotene Liebe (Folge 2192) - 2018–2019: Jennifer – Sehnsucht nach was Besseres - 2019–2021: Check Check - 2021: Browser Ballett – Satire in Serie (Folge 1) - 2021: How to Sell Drugs Online (Fast) (Staffel 3, Folge 5) - 2021: LOL: Last One Laughing (Prime Video, Staffel 2) - 2023: Der Schwarm |

### Fernsehshows
| - 2005: 17 (VIVA) - 2005–2009: VIVA Live! (VIVA) - 2006–2009: Klaas’ Wochenshow (VIVA) - 2008: Show der Woche mit Oliver Geissen (RTL) - 2008: Retro Charts (VIVA) - 2009: Mascerade – Deutschland verbiegt sich (ProSieben) - 2009: Superspots – die besten Clips im Umlauf (ProSieben) - 2009–2011: MTV Home (MTV) - 2010: Beck’s Most Wanted Music (MTV) - 2010: Pringles Xtreme TV - 2010–2012: Ahnungslos (ProSieben) - 2011: TVLab (ZDFneo) - 2011: Joko & Klaas – Die Rechnung geht auf uns (ProSieben) - 2011–2012: 17 Meter (ProSieben) - 2011–2013: neoParadise (ZDFneo) - seit 2012: Joko gegen Klaas – Das Duell um die Welt (ProSieben) | - 2013–2017: Circus HalliGalli (ProSieben) - 2014–2016: Mein bester Feind (ProSieben) - 2015–2017: Teamwork – Spiel mit deinem Star (ProSieben) - 2016: My Idiot Friend (ProSieben) - 2016–2017, seit 2024: Das Duell um die Geld (ProSieben) - 2016–2019: Die beste Show der Welt (ProSieben) - 2018–2025: Late Night Berlin (ProSieben) - 2018–2019: Weihnachten mit Joko und Klaas (ProSieben) - seit 2019: Joko & Klaas gegen ProSieben / Joko & Klaas LIVE (ProSieben) - 2020: Männerwelten (ProSieben) als Produzent über Florida TV - 2021: Pflege ist #NichtSelbstverständlich (ProSieben) - 2019: taff (ProSieben) - 2021: red. (ProSieben) - 2024: Wer stiehlt mir die Show? (ProSieben) - seit 2024: Ein sehr gutes Quiz (mit hoher Gewinnsumme) (ProSieben) - seit 2025: Experte für alles (ProSieben) |

### Dokumentationen
- 2011: Finding Brave (ProSieben)
- 2023: Die VIVA-Story – zu geil für diese Welt! (ARD)

### Synchronrollen
- 2012: Tim & Eric’s Billion Dollar Movie
- 2012: Die Piraten! – Ein Haufen merkwürdiger Typen
- 2016: Sing (Stimme von Mike)

### Moderation
- 2008: Comet (VIVA)
- 2009: 20 Jahre Mauerfall
- 2009: bdp Symposium fashion
- 2010–2012: Deutscher Computerspielpreis
- 2010–2012: Musikexpress Style Award
- 2011: Youtube Secret Talents Award
- 2011–2012: Willkommen 20xx (ZDF)
- 2012: Sehsüchte Festival
- 2013–2014: Grazia Best Dressed Award
- 2014: Webvideopreis Deutschland
- 2014: Deutscher Fernsehpreis (Das Erste)
- 2014: Fernsehgipfel der Medientage München
- 2015: 20 Jahre Akte: Das große Spezial mit Joko und Klaas (Sat.1)
- 2016–2017: 1 Live Krone (WDR)

### Gastauftritte
| - Quatsch Comedy Club (ProSieben) - 2005: Alle lieben Jimmy (RTL, 2 Auftritte) - 2005–2009: TV total Turmspringen (ProSieben, 3 Auftritte) - 2006: Das ProSieben Ochsenrennen (ProSieben) - 2007–2011: Wok-WM (ProSieben, 5 Auftritte) - 2009: Sommermädchen (ProSieben, 1 Auftritt) - 2009: Alex Ermittelt - 2011–2013: Die Harald Schmidt Show (Das Erste / Sky) - 2008, 2011–2012: TV total Stock Car Crash Challenge (ProSieben, 3 Auftritte) - 2011, 2017, 2023: Inas Nacht (ARD, 3 Auftritte) - 2011: Daniela Katzenberger – natürlich blond (VOX, 1 Auftritt) - 2012: Dittsche (WDR, 1 Auftritt) - 2012: Bambule (ZDFneo, 1 Auftritt) - 2012: Durch die Nacht mit … (ARTE, 1 Auftritt) - 2012: Roche & Böhmermann (ZDFneo, 1 Auftritt) - 2012: Die TV total PokerStars.de Nacht (ProSieben, 1 Auftritt) - 2013: Lateline (EinsPlus, 1 Auftritt) - 2013: TV Noir (zdf.kultur, 1 Auftritt) | - 2014: heute-show (ZDF, 1 Auftritt) - 2014, 2021: Wetten, dass..? (ZDF, 2 Auftritte) - 2014–2016: Neo Magazin Royale (ZDFneo, 2 Auftritte) - 2014: Geld oder Liebe (WDR, 1 Auftritt) - 2014: Die unwahrscheinlichen Ereignisse im Leben von … (WDR, 1 Auftritt) - 2015: Zimmer frei! (WDR, 1 Auftritt) - 2015: PussyTerror TV (WDR, 1 Auftritt) - 2015: NDR Talkshow (NDR, 1 Auftritt) - 2016: 2016 – Das Quiz (ARD, 1 Auftritt) - 2017: Kölner Treff (WDR, 1 Auftritt) - 2017: Bauerfeind – Die Leseshow (3Sat, 1 Auftritt) - 2019: Die Liveshow bei dir zuhause (ProSieben, 1 Auftritt) - 2020: Klein gegen Groß – Das unglaubliche Duell (ARD, 1 Auftritt) - 2023, 2024: World Wide Wohnzimmer (Joyn/YouTube, 2 Auftritte) - 2024: Rocko Schamoni Supershow (ARD, 1 Auftritt) - 2024: Sesamstraße (NDR, 1 Auftritt) - 2024: Hart aber fair (WDR, 1 Auftritt) - 2024: Klaas trifft Beatsteaks (DIFFUS, 1 Auftritt) - 2025: Welke & Pastewka (ZDF, 1 Auftritt) - 2025: Sat1 Frühstücksfernsehen (SAT.1, 1 Auftritt) |

### Radio
- 2007–2009: Klaas’ Kosmos (Bremen Vier)
- 2011: Zwei alte Hasen erzählen von Früher (Radio Eins)

### Bühnenprogramme
- 2011: Zwei alte Hasen erzählen von früher – Die große Livesexshow, Comedy (zusammen mit Jan Böhmermann)

### Podcast
- 2018: Frau Bauerfeind hat Fragen (Staffel 2, Folge 1)[57]
- 2018, 2024: Hotel Matze (Folge 42, Folge 300)
- seit 2019: Baywatch Berlin (283+ Folgen)
- 2021, 2025: Mit den Waffeln einer Frau (Folgen 132, 338)
- 2022: Grenzerfahrung – Der Sea-Watch Podcast (Folge 1)
- 2022, 2025: Apokalypse & Filterkaffee – Heimspiel (Folge 511 respektive Folge 1)
- 2023: Im Aufzug (Folge 19)
- 2023: Feelings (Folge 11)
- 2024: Politik mit Anne Will (Folge 3)
- 2024: Sunset Club (Folge 49)
- 2024: 40 Years On Air (Folge 5)

### Sonstiges
- 2007: Damit das Klaas (Hobnox.com)
- 2007–2009: Kolumnenautor im Jugendmagazin JO
- 2010: Kolumnenautor im Kulturmagazin FHM[58]
- 2014: „Alles, was ein Mann im Kopf haben muss“ (Hörbuchsprecher)
- 2017: Ein Mann, eine Wahl (ProSieben)

## Diskografie

### Alben
- 2013: Gloria (mit Gloria)
- 2015: Geister (mit Gloria)
- 2017: Da (mit Gloria)

### Singles
- 2013: Rangel Song (mit Joko & Olli Schulz)
- 2014: U-Bahn-Ficker (mit Eko Fresh & Joko)
- 2018: Smart Home H**rensohn (mit 101 ASSIstentenbande)[62]
- 2018: Klaas Fußballsong (Ich schau Fußball an) (mit Gloria)
- 2019: Clans for Future (feat. Clan Allstars)
- 2019: Die Gang ist mein Team  (mit Capital Bra)
- 2019: We Love to Entertain You (mit Joko)

Weitere Singles mit Gloria

### Hörspiele
- 2013: Förderschulklassenfahrt: Das pädagogisch wertvolle Eventhörspiel
- 2014: Förderschulklassenfahrt 2: Fünf Feinde und der Proletenhund

## Auszeichnungen
1Live Krone

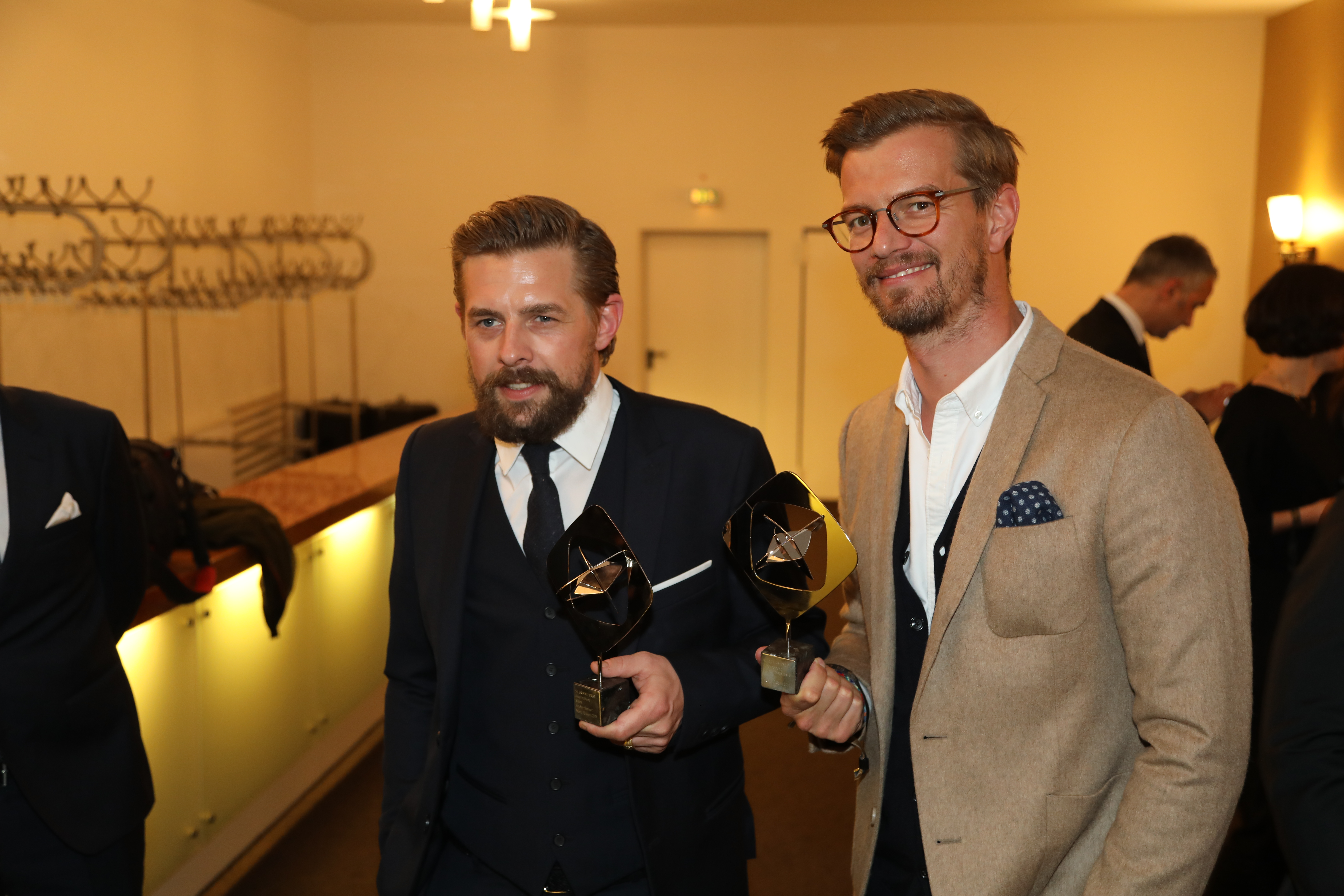
Joko und Klaas mit dem Grimme-Preis 2018

- 2014: „Sonderpreis“ (mit Joko Winterscheidt)[63]

Deutscher Comedypreis
- 2013: „Beste Comedyshow“ für Circus HalliGalli (mit Joko Winterscheidt)

Deutscher Fernsehpreis
- 2012: „Besondere Leistung Unterhaltung“ (mit Joko Winterscheidt)
- 2014: „Bester Show-Moderator“ (Publikumspreis) (mit Joko Winterscheidt)[64]
- 2016: „Beste Unterhaltung Primetime“ für Joko gegen Klaas – Das Duell um die Welt (mit Joko Winterscheidt)[65]
- 2017: „Beste Unterhaltung Primetime“ für Die beste Show der Welt (mit Joko Winterscheidt)
- 2021: „Bestes Infotainment“ für „Joko & Klaas LIVE: Pflege ist #NichtSelbstverständlich“ (mit Joko Winterscheidt)
- 2024: „Beste Moderation/Einzelleistung Unterhaltung“  für „24 Stunden mit Joko & Klaas“ (mit Joko Winterscheidt)

ECHO
- 2014: „Partner des Jahres“ für Circus HalliGalli (mit Joko Winterscheidt)[66]

GQ Männer des Jahres
- 2012: „Fernsehen“ (mit Joko Winterscheidt)[67]

Grimme Online Award
- 2008: Initiator & Autor „stoerungsmelder.org“

Grimme-Preis
- 2014: „Unterhaltung“ für Circus HalliGalli (mit Joko Winterscheidt)[68]
- 2018: „Unterhaltung“ für #Gosling-Gate (mit Ludwig Lehner, Jakob Lundt, Thomas Martiens, Thomas Schmitt und Joko Winterscheidt)[69]
- 2020: „Unterhaltung“ für Joko & Klaas LIVE – 15 Minuten (Staffel 1) (mit Thomas Martiens, Thomas Schmitt und Joko Winterscheidt)[70]

Nannen Preis
- 2021: Sonderpreis für „A Short Story of Moria“ und „Männerwelten“ (mit Joko Winterscheidt, Sophie Passmann, Thomas Schmitt, Arne Kreutzfeldt, Claudia Schölzel und Thomas Martiens)

NCB Hörerpreis (Newcomer Contest Bayern)
- 2014

Preis für Popkultur
- 2019: „Spannendste Idee/Kampagne“ für Joko & Klaas LIVE – 15 Minuten (mit Joko Winterscheidt)[71]

Quotenmeter-Fernsehpreis
- 2019: „Ehrenpreis“ für Joko & Klaas LIVE – 15 Minuten (Ausgabe vom 29. Mai 2019) (mit Joko Winterscheidt)

Radio Regenbogen Award
- 2017: „Medienmänner 2016“ (mit Joko Winterscheidt)

Robert-Geisendörfer-Preis
- 2021: „Sonderpreis der Jury“ (mit Joko Winterscheidt)[72]

Romy
- 2023: „Show/Unterhaltung“ (mit Joko Winterscheidt)[73]

Rose d’Or
- 2014: „Entertainment“ für Circus HalliGalli (mit Joko Winterscheidt)

Blauer Panther
- 2023: „Beliebteste Unterhaltungssendung“ für Joko & Klaas gegen ProSieben

YES!AWARD – Ring of Courage
- 2024 (mit Joko Winterscheidt)[74]

Deutscher Mediapreis
- 2021: „Media-Persönlichkeit des Jahres“ (mit Daniel Rosemann und Joko Winterscheidt)